# Life and other games
Life and other games is een instrumentaal soloalbum van Kevin Peek, toen lid van Sky. Het album is opgenomen met musici die hij kende uit zijn tijd met The Twilights. Zowel Alan Tarney als producer Trevor Spencer (later samen Tarney-Spencer Band) is afkomstig uit die band. Het album laat horen dat Peek een behoorlijke invloed had op de muziek van Sky, terwijl de onbetwist leider John Williams was. Het album is opgenomen in diverse geluidsstudios: The Nova Suite, Gallery Studio,  Lansdowne Studio en Town House Studio. 

## Musici
- Kevin Peek – gitaar, synthesizer
- Alan Tarney – basgitaar, toetsinstrumenten, percussie, slagwerk
- Trevor Spencer – percussie
- Tom Nichol – onbekend
- Alan Jones –onbekend
- Derek Austin – toetsinstrumenten

## Muziek
Alle van Peek, behalve waar aangegeven

| Nr. | Titel                    | Duur |
| --- | ------------------------ | ---- |
| 1.  | Drifting                 | 3:25 |
| 2.  | Pacific run              | 5:28 |
| 3.  | Viewfinder (Alan Tarney) | 3:12 |
| 4.  | In the time of           | 5:42 |
| 5.  | Capricorn II             | 3:25 |
| 6.  | Hunter’s theme           | 3:30 |
| 7.  | Epsilon (Andrew Peacock) | 4:06 |
| 8.  | East of Suez             | 2:18 |
| 9.  | Hey Joe (Billy Roberts)  | 3:48 |